# 袋负鼠属
敏負鼠屬，哺乳綱的一屬，而與袋負鼠屬同科的動物尚有草地負鼠屬（草地負鼠）、粗尾負鼠屬（粗尾負鼠）、蹼足負鼠屬（蹼足負鼠）等之數種哺乳動物。